# Piton l'Herminier
Piton l'Herminier är en bergstopp i Guadeloupe (Frankrike). Den ligger i den södra delen av Guadeloupe, 9 km öster om huvudstaden Basse-Terre. Toppen på Piton l'Herminier är 938 meter över havet. Piton l'Herminier ingår i Les Mamelles.
Terrängen runt Piton l'Herminier är huvudsakligen kuperad, men norrut är den bergig. Havet är nära Piton l'Herminier åt sydost.  Närmaste större samhälle är Trois-Rivières, 4,3 km söder om Piton l'Herminier. 